# Thomas Apolte
Thomas Apolte (* 20. April 1960 in Krefeld) ist ein deutscher Wirtschaftswissenschaftler.

## Wissenschaftliche Laufbahn
Von 1982 bis 1985 absolvierte er ein Studium der Wirtschaftswissenschaften mit dem Schwerpunkt Volkswirtschaftslehre und Wirtschaftspolitik an der Gerhard-Mercator-Universität Duisburg. Ab 1987 war er, unterbrochen durch eine einjährige Anstellung als Visiting Assistant Professor an der Brigham Young University in Provo in den USA (1994–1995), ebenfalls an dieser Universität angestellt. Seine Habilitation erlangte er 1998 im Fach Volkswirtschaftslehre. Von 2000 bis 2010 war er Professor für Wirtschaftspolitik am Institut für Ökonomische Bildung der Westfälischen Wilhelms-Universität Münster. Zwischen 2002 und 2010 war er Vertrauensdozent der Stiftung der Deutschen Wirtschaft.
Seit 2010 leitet Apolte den Lehrstuhl für Ökonomische Politikanalyse. Dieser gehört zum Centrum für Interdisziplinäre Wirtschaftsforschung der Westfälischen Wilhelms-Universität Münster. Die Mitarbeiter beschäftigten sich thematisch einerseits mit der Erklärung politischer und wirtschaftspolitischer Entscheidungsprozesse. Anderseits werden die Ergebnisse dieser Prozesse analysiert. Dazu wird die Methodologie der Neuen Politischen Ökonomik, der Public-Choice-Theorie und der neueren Political-Economy-Literatur angewandt. Es werden Projekte zu verschiedenen Themenbereichen durchgeführt. Zur Public-Choice-Theorie werden die politischen Systeme und die wirtschaftliche Prosperität in Transformationsländern sowie die ökonomische Theorie politischer Instabilität untersucht. Außerdem werden unter anderem die Theorie und Empirie der Diskriminierung an Arbeitsmärkten und der Wettbewerb im Schulsystem behandelt.

## Schriften (Auswahl)
- Mass Protests, Security-Elite Defection, and Revolution. In: Journal of Comparative Economics 50 (2022): 981 – 996.
- A Theory of Autocratic Transition by Government Leaders. Prerequisites to Self-Enforcing Democracy. In: Economics of Governance 23 (2022): 161 – 189.
- mit Julia Müller: The Persistence of Myths and Ideologies. In: European Journal of Political Economy 71 (2022).
- I Hope I Die Before I Get Old. The Supply Side of the Market for Suicide Attackers. In: Defence and Peace Economics 31 (2020): 469-484.
- Der Mythos der Revolution. Heidelberg: Springer.
- mit Lena Gerling: Youth Bulges, Insurrections, and Labor-Market Restrictions. In: Public Choice 175 (2018): 63 – 93.
- Why is There no Revolution in North Korea? The Political Economy of Revolutions Revisited. In: Public Choice 150 (2012): 561-578.
- Bildungsökonomik und Soziale Marktwirtschaft. Stuttgart 2010, ISBN 978-3-8282-0503-1.
- Frühkindliche Bildung und Betreuung: Reformen aus ökonomischer, pädagogischer und psychologischer Perspektive. Baden-Baden 2008, ISBN 978-3-8329-3520-7.
- Die ökonomische Konstitution eines föderalen Systems: dezentrale Wirtschaftspolitik zwischen Kooperation und institutionellem Wettbewerb. Tübingen 1999, ISBN 3-16-147108-3.
- Politische Ökonomie der Systemtransformation. Hamburg 1992.

## Auszeichnungen
- Duncan Black Price 2012 der Public Choice Society.
- Wolfgang-Ritter-Preis 1993[2]